# Jean-Pierre Archinard
Jean-Pierre Archinard, né le 26 juin 1742 à Saillans et mort le 13 janvier 1836 à Crest), est un homme politique français.

## Biographie
Issu d'une vieille famille protestante du Dauphiné, il s'établit à Crest comme négociant, seconda, de concert avec le maire Durand, avec Daly et d'autres, le mouvement de résistance qui aboutit à l'Assemblée de Vizille. Ses relations commerciales l'appelant chaque année à Paris, il s'y lia avec les membres les plus marquants du parti avancé, notamment avec Camille Desmoulins; il haranguait lui aussi le peuple dans les jardins du Palais-Royal, où il était bien connu sous le nom d'Archinard de Crest.
Ces antécédents le firent nommer, au début de la Révolution, administrateur du district de Crest, et, lors des élections pour l'Assemblée législative, il fut nommé député de la Drôme. Il siégea parmi ceux qui ne cachaient pas leurs tendances républicaines, et appuya de son vote toutes les mesures restrictives du pouvoir royal. Jullien (de la Drôme), dans sa correspondance publiée par Lockroy, le signale comme le député le plus avancé de ce département à la Législative. Il n'aborda la tribune que pour traiter des questions financières.
Archinard ne se représenta pas aux élections pour la Convention nationale; il fut néanmoins retenu à Paris par l'éducation de ses filles. Il remit à la Convention nationale une adresse des républicains de Crest, dont il resta toujours l'intermédiaire avec les pouvoirs publics, et qu'il tenait au courant des événements politiques par l'envoi de fréquentes lettres.
Après la Révolution, Archinard rentra à Crest, où il fut membre du collège électoral et du Conseil général de la Drôme. Hostile au retour des Bourbons, il fut, aux Cent-Jours, délégué auprès de Napoléon, à qui il présenta une adresse d'adhésion au nom de son département. À l'écart des affaires pendant toute la Restauration, il salua avec enthousiasme l'événement de la monarchie de Juillet, qui le nomma, en 1832, chevalier de la Légion d'honneur.
Il est le grand-oncle de Maurice Faure.